# Coliseo Carl Herrera Allen
El Coliseo Carl Herrera Allen,  también conocido como Coliseo de la Ciudad de Guanare, es un gimnasio de usos múltiples ubicado en la ciudad de Guanare, Estado Portuguesa. Posee una capacidad de 7500 espectadores.
Fue inaugurado en honor al insigne baloncestista Venezolano Carl Herrera durante la gestión del exgobernador Ivan Colmenares en el año 1998. Durante el año 2007 se lleva a cabo la construcción del urbanismo del coliseo Carl Herrera Allens etapa I y II por motivo la realización los Juegos Nacionales Llanos 2007 y en el año 2008 se realizaron trabajos de remodelación en el coliseo los cuales consistieron de instalación de ducteria, ampliación y mejora de las instalaciones eléctricas, la instalación de un sistema de aire acondicionado entre otras, estos trabajos se llevaron a cabo durante la gestión de la exgobernadora profesora Antonia Muñoz por un costo de Bsf 10.322.002,26 y Bsf 7.650.714.61 respectivamente.
Entre 1999 y 2003 fue sede del equipo de baloncesto profesional Bravos de Portuguesa hasta 2004 cuando se mudan a Barquisimeto para denominarse desde entonces Guaros de Lara.